# Saint-Rambert-d'Albon
Saint-Rambert-d'Albon és un municipi francès, situat al departament de la Droma i a la regió d'Alvèrnia-Roine-Alps.